# John Hart (Geigenbauer)
John Hart oder John Thomas Hart (geboren 17. Dezember 1805 in Westminster gestorben 1. Januar 1874 in London) war ein englischer Geigenbauer und Verleger.

## Leben

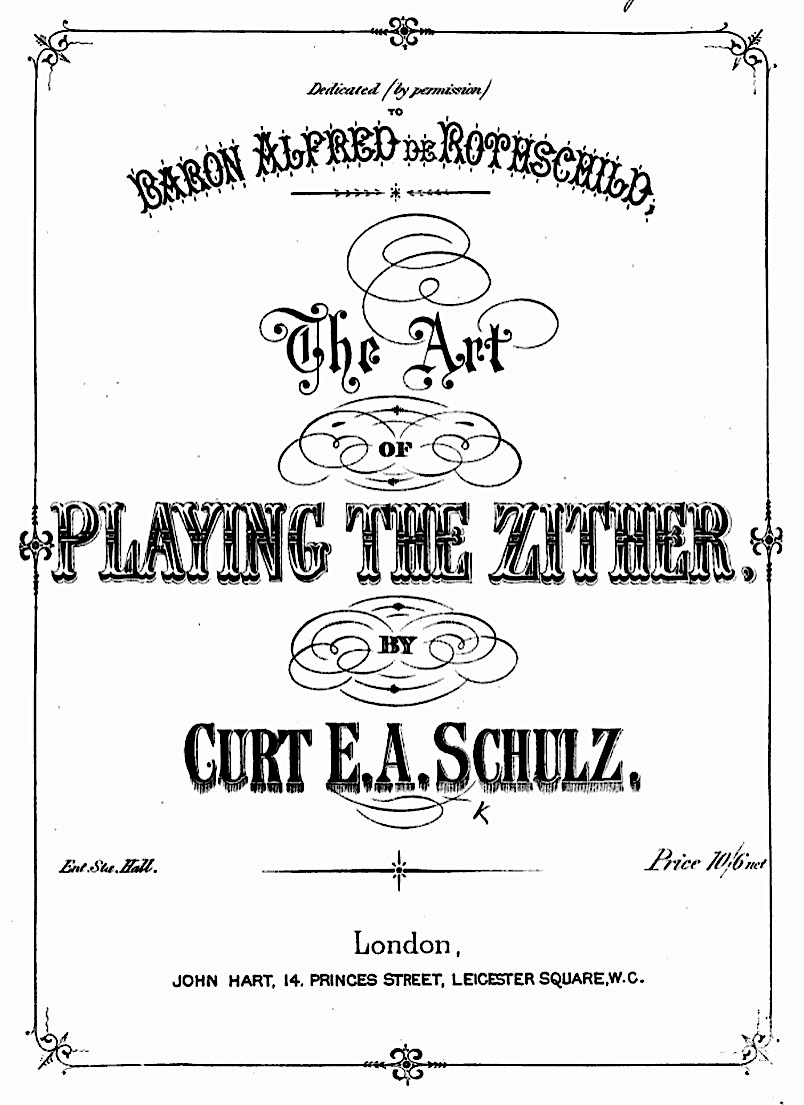
Titelblatt des 1872 bei Hart verlegten und von Curt E. A. Schulz verfassten Buches The Art of Playing the Zither

Hart begann im Alter von 14 Jahren im Mai 1820 eine Lehre bei Samuel Gilkes. Nach Erhalt seines Meistertitels gründete er 1825 eine eigene Werkstatt. Dort baute er nicht viele neue, jedoch gut klingende Nachbauten von Modellen der Geigenbau-Dynastie Amati. Größere Bedeutung erlangte Hart - der vielfache Geschäftsverbindungen zu dem italienischen „Violinenjäger“ Luigi Tarisio unterhielt - als Experte für italienische Geigen sowie als Reparateur historischer Streichinstrumente.

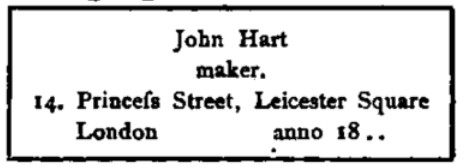
Instrumenten-Etiqett Harts

Instrumente aus der Harts Werkstatt tragen mitunter das mehrzeilige Etiquett
„John Hart

maker.

14, Princess Street, Leicester Square

London anno 18..“
Harts 1839 geborener Sohn George I. Hart wurde Geiger und Geschäftsnachfolger seines Vaters und gründete mit seinem 1860 in London geborenen Sohn George II. Hart die Firma Hart & Son.